# IBM 클라우드
IBM 클라우드(IBM Cloud, 구 '블루믹스', Bluemix)는 정보 기술 회사인 IBM이 제공하는 비즈니스용 클라우드 컴퓨팅 서비스들의 모임이다.

## 서비스
2021년 기준 IBM 클라우드에는 컴퓨팅, 스토리지, 네트워킹, 데이터베이스, 분석, 기계 학습 및 개발자 도구를 포함하여 170개 이상의 서비스가 포함되어 있다.

## 역사

### 소프트레이어
소프트웨어 테크놀로지스(SoftLayer Technologies, Inc., 현 IBM 클라우드)는 2005년에 설립되어 2013년에 IBM에 인수된 전용 서버, 관리 호스팅 및 클라우드 컴퓨팅 제공업체였다. 소프트레이어는 처음에는 게임 회사 및 스타트업을 위한 워크로드 호스팅을 전문으로 했지만 엔터프라이즈로 초점을 옮겼다.
소프트레이어는 아마존 웹 서비스와 같은 다른 대규모 클라우드 제공업체보다 먼저 베어메탈 컴퓨팅 서비스를 제공했다.
소프트레이어는 더 하트포드(The Hartford), WhatsApp, 월풀, 다임러(Daimler) 및 메이시스와 같은 회사의 워크로드를 호스팅해 왔다.

### 블루믹스 최초 출시(2013~2016)
2013년 6월 IBM은 IaaS 제품의 기반 역할을 하기 위해 퍼블릭 클라우드 플랫폼인 소프트레이어를 인수했다. 블루믹스는 2013년 초부터 개발된 후 2014년 2월 공개 베타 버전으로 발표되었다. 블루믹스는 오픈 소스 클라우드 파운드리 프로젝트를 기반으로 하며 소프트레이어 인프라에서 실행되었다. IBM은 2014년 7월에 블루믹스 PaaS 제품의 일반 공개를 발표했다.
2015년 4월까지 블루믹스에는 소셜, 모바일, 보안, 분석, 데이터베이스 및 IoT(사물 인터넷)를 포함하여 100개 이상의 클라우드 기반 개발 도구 제품군이 포함되었다. 블루믹스는 인도에서 사용자가 매달 약 10,000명 증가하여 83,000명으로 성장했다.
발표 1년 후, 블루믹스는 경쟁업체에 비해 클라우드 컴퓨팅 플랫폼 공간에서 거의 진전을 이루지 못했고 시장 선두업체인 마이크로소프트 애저 및 아마존 AWS에 크게 뒤처졌다. 2016년 8월까지 블루믹스 제품의 시장 수용에는 거의 변화가 없었다. 2016년 2월, IBM 블루믹스에는 IBM의 서비스형 함수(FaaS) 시스템 또는 서버리스 컴퓨팅 제품이 포함되어 있다. 이 시스템은 주로 IBM의 시드 역할을 한 아파치 오픈휘스크(Apache OpenWhisk) 인큐베이터 프로젝트의 오픈 소스를 사용하여 구축되었다. 아마존 람다(Amazon Lambda), 마이크로소프트 애저 펑션스(Functions), 오라클 클라우드 Fn 또는 구글 클라우드 펑션스(Google Cloud Functions)와 동등한 이 시스템을 사용하면 개발자의 리소스 관리 없이도 이벤트에 대한 응답으로 특정 함수를 호출할 수 있다.

### IBM 클라우드로 브랜드 변경(2017~현재)
2017년 5월 IBM은 쿠버네티스 지원을 IBM 블루믹스 컨테이너 서비스로 출시했으며 나중에 IBM 클라우드 쿠버네티스 서비스(Cloud Kubernetes Service, IKS)로 이름이 변경되었다. IKS는 오픈 소스 쿠버네티스 프로젝트를 사용하여 구축되었다. 아마존 웹 서비스(Amazon Web Services) EKS, 마이크로소프트 애저 AKS 또는 구글 클라우드 GKE와 동등한 이 시스템은 호스트 클러스터 전체에서 애플리케이션 컨테이너의 배포, 확장 및 운영을 자동화하기 위한 플랫폼을 제공하는 것을 목표로 한다. 2017년 10월, IBM은 클라우드의 브랜드를 IBM 클라우드 브랜드로 변경하고 모든 구성 요소를 통합하여 블루믹스 및 소프트레이어 브랜드를 중단하겠다고 발표했다. 2018년 3월, IBM은 업계 최초로 베어메탈 기반 관리형 쿠버네티스 서비스를 출시했다. 레드햇 인수가 완료된 지 3주 후인 2019년 8월, IBM은 IBM 클라우드에서 관리형 레드햇 오픈시프트(Red Hat OpenShift)를 출시했다.
2019년 11월, IBM은 세계 최초의 금융 서비스 지원 퍼블릭 클라우드를 설계했으며 뱅크 오브 아메리카가 최초의 헌신적인 협력자이자 앵커 고객이라고 발표했으며, 그 직후인 2020년에 BNP 파리바(BNP Paribas)가 최초의 유럽 앵커 클라이언트로 합류했다. IBM은 2021년 4월 레드햇 오픈시프트 및 기타 클라우드 네이티브 기술에 대한 지원을 포함하여 금융 서비스용 IBM 클라우드의 일반 공개를 발표했다. 2021년 7월, SAP는 금융 및 데이터 관리 솔루션 중 두 가지를 IBM 클라우드 포 파이낸셜 서비시즈(IBM Cloud for Financial Services)에 탑승한다고 발표했다. 2021년 9월, 카이샤은행은 IBM 클라우드 포 파이낸셜 서비시즈를 통해 디지털 기능을 강화하고 스페인의 새로운 IBM 클라우드 멀티존 리전(IBM Cloud Multizone Region)에 탑승할 예정이었다.